# Omri Afek
Omri Afek (Kiryat Ono, 31 de març de 1979) és un futbolista israelià, que ocupa la posició de defensa i migcampista.
Ha desenvolupat gairebé tota la seua carrera al seu país, jugant a equips com el Hapoel Tel Aviv, el Maccabi Jaffa, el Beitar Jerusalem o el Maccabi Haifa, entre d'altres. Entre el 2003 i 2005 va jugar a la lliga espanyola, en ser fitxat pel Racing de Santander, en una època en què els càntabres van portar diversos jugadors hebreus, com Benayoun, Aouate o Bakhar.
Ha estat internacional amb Israel en 27 ocasions, tot marcant cinc gols.

## Títols
- Lliga d'Israel: 99/00, 06/07, 08/09
- Copa d'Israel: 2000
- Copa Toto: 07/08